# Jennifer Rodriguez
Jennifer Jill Rodriguez (ur. 8 czerwca 1976 w Miami) – amerykańska łyżwiarka szybka, dwukrotna medalistka olimpijska, wielokrotna medalistka mistrzostw świata oraz zdobywczyni Pucharu Świata.

## Kariera
Ma kubańskie korzenie. Początkowo specjalizowała się we wrotkarstwie, była mistrzynią świata w jeździe na rolkach. Panczenistką została w 1996 roku. Blisko pierwszego sukcesu była już w 1998 roku, kiedy podczas igrzysk olimpijskich w Nagano zajęła czwarte miejsce w biegu na 3000 m. W walce o medal przegrała tam z Niemką Anni Friesinger. Na rozgrywanych cztery lata później igrzyskach olimpijskich w Salt Lake City zdobyła brązowe medale w biegach na 1000 i 1500 m. W pierwszym biegu wyprzedziły ją tylko rodaczka Chris Witty i Niemka Sabine Völker, a w drugim lepsze były Friesinger i Völker. Na dystansowych mistrzostwach świata w Berlinie w 2003 roku zdobyła srebrny medal w biegu na 1000 m i brązowy na 1500 m, a rok później, podczas mistrzostw świata w Seulu ponownie była trzecia na 1500 m. W 2004 roku zdobyła też brązowy medal na sprinterskich mistrzostwach świata w Nagano, ulegając tylko Marianne Timmer z Holandii oraz Anni Friesinger. Ostatnie medale zdobyła w 2005 roku, zajmując trzecie miejsce na dystansie 1500 m podczas dystansowych mistrzostw świata w Inzell oraz pierwsze miejsce na sprinterskich mistrzostwach świata w Salt Lake City. Brała też udział w igrzyskach olimpijskich w Turynie w 2006 roku i rozgrywanych cztery lata później igrzyskach w Vancouver, ale nie zdobyła już medali. Wielokrotnie stawała na podium zawodów Pucharu Świata, odnosząc przy tym piętnaście zwycięstw. W sezonie 2003/2004 zwyciężyła w klasyfikacji końcowej 1000 m, w sezonie 2001/2002 była druga, a sezon 2005/2006 ukończyła na trzeciej pozycji. Ponadto w sezonach 2003/2004 i 2004/2005 była druga w klasyfikacji 1500 m, a w sezonie 2002/2003 zajęła trzecie miejsce.
Jej mężem był amerykański panczenista KC Boutiette.

### Mistrzostwa świata
- Mistrzostwa świata w wieloboju sprinterskim
  - złoto – 2005
  - brąz – 2004